# هاكان دينكير
هاكان دينكير (بالتركية: Hakan Denker)‏, (وُلِد في 1 أبريل، 1967 بِ‘سطنبول، تركيا)، صَحفِيُّ وإعلامي حربي ومُصوِر إعلانات تركي.

## حياته العملية
عُرِف هاكان بين الأوساط الإعلامية التركية بِتنقلاته الكثيرة بسبب طبيعة عمله كإعلامي ومُصور حربي حيثُ أمضى سنيناً طوالاً وهو يتنقل من أجل تغطية الأحداث العالمية في عدة دُوّل وأماكن حربية وذات اضطرابات سياسية وصِراعات شتى مِثل كوسوفو، وأفغانستان، ولبنان، وشمال العراق، والعراق، وأذربيجان، ومقدونيا، وألبانيا، وبلغاريا، والصين، وباكستان، وجورجيا، وأرمينيا، ومناطق جنوب شرق تركيا.
وفي عام 2000 نشرت له الصور التي إلتقطها للصراعات الداخلية بين إسرائيل والشباب الفلسطيني الذي تعرض للضرب من قبل الجيش الإسرائيلي في رام الله على غلاف مجلة الأخبار المعروفة عالمياً «الوقت». وبعد ذلك عَمِل في مجلة «الوقت» على نشر موضوع تحت عنوان (الأمل والكراهية) وأصبح ثاني صحفي تركي يقوم بذلك. وقد استخدم الصور التي التقطها في مناطق العالم المختلفة في مقالاته التي نشرها في وسائل الإعلام الدولية.
مع كُلّ ما رأه وشاهده خِلال تغطياته قرر هاكان أن يكتب كِتاباً يتحدث فيه عن أكثر فئة تُعاني جراء الحروب والخِلافات السياسة وهُم حسب وجهة نظره الأطفال الذي لا دخل لهُم بالصراعات الأهلية والدولية وقد أوجز وجهة نظره في كتابٍ أطلق عليه اسم «أطفال الحرب».
وقد نُشِر له تقريباً 1100 صورة مطبوعة وإلكترونية التقطها أثناء الهبوط العسكري لقوات الطيران الأميريكية في مطار حرير بمنطقة شمال العراق.
كما أنّه مؤسس شركة الإنتاج التركية "She".

## حياته الشخصية
تزوج مرتين وولديه طفلة واحدة من زوجته الأولى تُدعى عائشة، وزوجته الأولى هي سما إيران، أما زوجته الثانية فهي سيقلاي كوب دنيكير.